# Nuestra Señora de la Salud (Algemesí)
La Virgen de la Salud (Mare de Déu de la Salut en valenciano) es una imagen y advocación mariana católica que se encuentra en la basílica de San Jaime Apóstol de Algemesí, provincia de Valencia, Comunidad Valenciana, España.

## Historia
Según cuenta la leyenda, en el año 1247, en el sitio que hoy ocupa el pozo llamado de la Virgen de la Salud, en la huerta de la partida de Berca, había una morera hueca. En aquel sitio, un vecino de Algemesí observó que dentro de su tronco había la figura de una persona, y al acercarse vio que era una imagen de la Virgen María. Al observarla, se dio cuenta de que estaba sentada sobre un banco de madera, que sobre el muslo izquierdo tenía sentado al niño Jesús, y que en la mano derecha tenía cogido un lirio. Según dice la tradición, tres veces se la llevaron a la villa de Alzira, y otras tantas veces volvió a encontrarse en la morera, motivo por el cual la imagen se quedó en Algemesí.
En los primeros siglos tras el descubrimiento no se le dio ninguna advocación a la imagen, puesto que unos la llamaban la Madre de Dios y otros la Virgen de los Dolores, aunque pasado los siglos el pueblo decide darle una advocación concreta. Según cuenta la tradición tres sacerdotes discutieron cual sería el nombre de la advocación, debatiéndose entre "Nuestra Señora de la Consolación", "Nuestra Señora de la Asunción" y "Nuestra Señora de la Salud", pero como no se ponían de acuerdo decidieron que el azar eligiera por ellos, saliendo tres veces la advocación de "Nuestra Señora de la Salud". En la actualidad se recita aún una rima que hace mención a este acontecimiento:

Tres vegades va insistir;
mossén Frasquet, cabut;
i tres vegades va sortir:
Mare de Déu de la Salut!

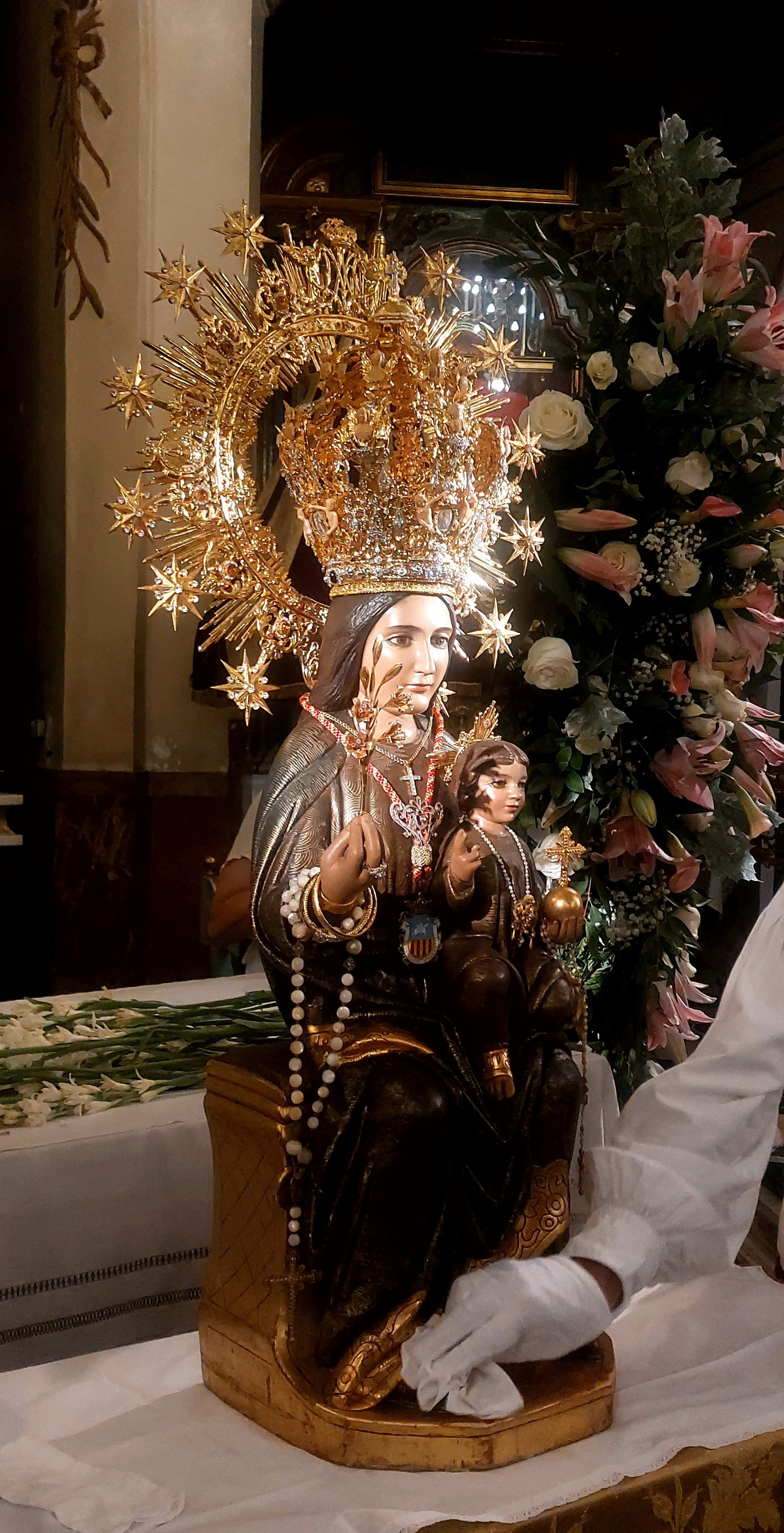
Imagen actual de Nuestra Señora de la Salud

La imagen gótica fue destruida en la guerra civil cuando fue arrasada la capilla en la que se encontraba. Concretamente, fue quemada a las puertas de la Capilla de la Comunión de la iglesia el día de su festividad (08/09/1936). La actual imagen es una réplica del año 1944 realizada por Felip Panach Ballester. Antes de ésta hubo otra realizada en 1939, que actualmente se encuentra en la Capilla de la Troballa.